# Mihovo
Mihovo je naselje u slovenskoj Općini Šentjerneju. Mihovo se nalazi u pokrajini Dolenjskoj i statističkoj regiji Donjoposavskoj regiji. 

## Stanovništvo
Prema popisu stanovništva iz 2002. godine naselje je imalo 99 stanovnika.